# Michel Bassolé
Michel Bassolé (Abiyán, Costa de Marfil, 18 de julio de 1972) es un exfutbolista de Costa de Marfil que jugaba en la posición de centrocampista.

## Carrera

### Club
| Periodo   | Club             |
| --------- | ---------------- |
| 1990-1994 | ASEC Mimosas     |
| 1994-1995 | Muscat Club      |
| 1995-1996 | Ettifaq FC       |
| 1997-2000 | ASEC Mimosas     |
| 2001-2002 | AC Ajaccio       |
| 2002-2004 | AS Porto-Vecchio |

### Selección nacional
Jugó para Costa de Marfil en 25 ocasiones de 1990 a 1997 y anotó cuatro goles; participó en dos ediciones de la Copa Africana de Naciones, obteniendo el tercer lugar en la edición de 1994.

## Logros
- Primera División de Costa de Marfil (8): 1990, 1991, 1992, 1993, 1994, 1997, 1998, 2000
- Copa de Costa de Marfil (3): 1990, 1997, 1999
- Supercopa de Costa de Marfil (5): 1990, 1994, 1997, 1998, 1999
- Liga de Campeones de la CAF (1): 1998
- Supercopa de la CAF (1): 1999
- Campeonato de Clubes de la WAFU (1): 1990